# Gaohe (köping i Kina, Sichuan)
Gaohe (kinesiska: 高何镇, 高何) är en köping i Kina. Den ligger i provinsen Sichuan, i den sydvästra delen av landet, omkring 94 kilometer sydväst om provinshuvudstaden Chengdu. Antalet invånare är 9 381. Befolkningen består av 4 687 kvinnor och 4 694 män. Barn under 15 år utgör 15,0 %, vuxna 15-64 år 66 %, och äldre över 65 år 17,0 %.
Genomsnittlig årsnederbörd är 1 442 millimeter. Den regnigaste månaden är juli, med i genomsnitt 387 mm nederbörd, och den torraste är januari, med 12 mm nederbörd.